# Palazzo degli Archivi Nazionali degli Stati Uniti d'America
Il Palazzo degli Archivi Nazionali degli Stati Uniti d'America  (National Archives Building, informalmente Archives I) è la sede centrale della National Archives and Records Administration.
È situato a nord del National Mall, al numero 700 della Pennsylvania Avenue, Northwest, Washington.
Qui sono custoditi i tre documenti fondamentali per la nascita e la filosofia degli Stati Uniti d'America e del loro governo: la Dichiarazione di indipendenza, la Costituzione e la Carta dei Diritti, che sono in mostra al pubblico nel salone principale del palazzo, chiamato Rotunda for the Charters of Freedom.